# Розенбекер, Адольф
Адольф Розенбекер (нем. Adolph (Adolf) Rosenbecker; 11 июля 1851, Штайнфурт, ныне в составе Бад-Наухайма — 1919, Сан-Франциско) — американский дирижёр и скрипач германского происхождения.
Сын Генриха Розенбекера (1826—1864), бургомистра городка с 1859 г. Другой его сын, Иоганн Конрад Розенбекер (1849—1904), также был бургомистром Штайнфурта. Семья Розенбекеров занималась виноторговлей.
С восьми лет учился игре на скрипке у школьного учителя, затем в Наухайме у музыканта летнего курортного оркестра и во Франкфурте-на-Майне у Руперта Беккера, одновременно изучал гармонию под руководством Иоганна Кристиана Гауфа. С 14 лет играл на скрипке в одном из франкфуртских оркестров. Наконец, в 1866—1869 гг. учился в Лейпцигской консерватории у Фердинанда Давида (скрипка) и Карла Райнеке (дирижирование). Вместе с Феликсом Майером был одним из любимых учеников Давида, постоянным участником неформальной ансамблевой игры; в годы учёбы играл в Оркестре Гевандхауса.
С 1869 г. жил и работал в США. После короткой службы в нью-йоркской Немецкой опере Адольфа Нойендорфа в течение восьми лет играл в оркестре Теодора Томаса, гастролировавшем во многих городах страны. В 1877 г. перебрался в Чикаго, преподавал в Чикагской консерватории, руководил различными оркестрами и собственным струнным квартетом. В 1910—1912 гг. был концертмейстером Чикагской Большой оперы. В 1912—1915 гг. концертмейстер Сан-Францисского симфонического оркестра, в 1915—1916 гг. концертмейстер вторых скрипок и второй дирижёр.